# Mango (légitársaság)
A Mango Airlines SOC Ltd (IATA: JE, ICAO: MNO, Hívójel: TULCA), más néven Mango, egy diszkont légitársaság a Dél-afrikai Köztársaságban. A légitársaság a South African Airways leányvállalata, a bázisrepülőtere pedig az O. R. Tambo nemzetközi repülőtér. A légitársaság működését 2021 júliusa óta felfüggesztette, mivel a vállalkozás megmentésének finanszírozása vita tárgyát képezte. 2022 augusztusában azonban teljesen felfüggesztették az engedélyét.

## Története
A Mango 2006. október 30-án indult el, a jegyeket ugyanezen a napon éjfélkor kezdték el értékesíteni. A légitársaság első járatára 2006. november 15-én került sor. A vállalat azt tervezte, hogy 2016 harmadik negyedévében csatlakozik a Star Alliance légiszövetséghez, de a tervet a South African Airways pénzügyi helyzete miatt elhalasztották.
A légitársaságot 2021. április 28-án az ACSA (Airports Company of South Africa) felé fennálló tartozások és elmaradt kifizetések miatt földre kényszerítették. 2021. április 28-tól a Mango repülőgépei nem indulhatnak és nem szállhatnak le egyetlen dél-afrikai repülőtéren sem. A vállalat csak egy bocsánatkérő nyilatkozatot adott ki. Az ACSA 2021. április 30-án viszont bejelentette hogy a légitársaság újra használhatja az ország repülőtereit, miután elkezdte kifizetni a tartozásait a társaságnak.

## A vállalat működése

### Tulajdonosi szerkezet
A Mango 100%-os tulajdonosa a South African Airways, amely maga is a dél-afrikai kormány tulajdonában van, de a Mango önállóan, saját igazgatósággal és pénzügyi egyenleggel rendelkező diszkont légitársaságként működik.

### Üzleti tendenciák
A Mango pénzügyi és üzemeltetési adatai teljes mértékben szerepelnek a South African Airways Group adataiban. A csoportszintű jelentésekben azonban nem minden eredmény van leányvállalati szintre lebontva, ezért néhány alábbi adat a sajtójelentésekből származik. 2020 márciusáig a Mango 2018-as és 2019-es eredményeit nem került nyilvánosságra, mivel a South African Airways maga nem tette közzé a csoport eredményeit.

### Székhely
A vállalat székhelye az O. R. Tambo nemzetközi repülőtéren található, Kempton Parkban, a belföldi terminál indulási oldalának a félemeleti szintjén.

## Célállomások
2022 márciusában a Mango a következő úticélokat szolgálta ki:

## Flotta

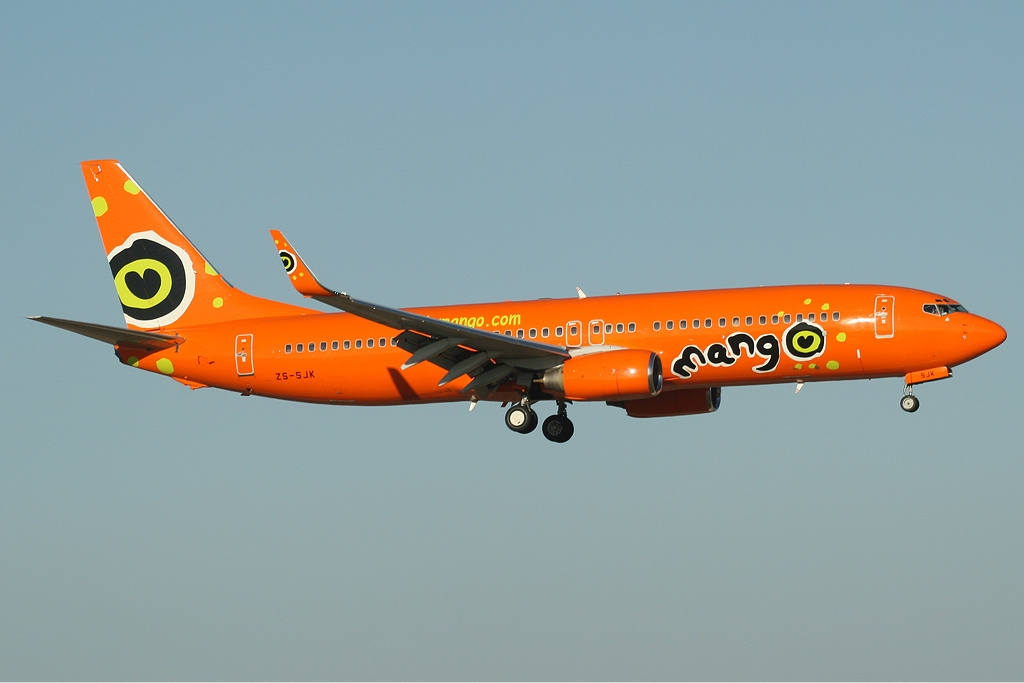
A Mango egyik Boeing 737-800-as repülőgépe

2021 júliusában a Mango flottájában a következő repülőgépek szolgáltak:

## Szolgáltatások

### Fedélzeti szolgáltatások
Diszkont légitársaságként a Mango egységes, nagy üléssűrűségű repülőgépflottával rendelkezik. A Mango online is értékesíti a jegyeit a járataira. A normál jegyfoglalás nem tartalmaz ingyenes étel- és italfogyasztást, a légitársaság azonban lehetőséget kínál a fedélzeti étel- és italvásárlásra.
A vállalat egy fedélzeti magazint, a Mango Juice-t is kínálja, és korábban a Mango TV, egy korábbi napi fedélzeti szórakoztató program is elérhető volt, amelyet a repülőgépen elhelyezett, lehajtható képernyőkön lehetett megtekinteni. Minden járat fedélzetén elérhető Wi-Fi található, térítés ellenében. A Wi-fi kapcsolatot a G-Connect, egy helyi szélessávú internetszolgáltató biztosítja.

### Törzsutasprogram
A South African Airways Voyager programjának a tagjai beválthatják a "Tier Miles" pontjaikat a Mango járatain, de a járatokkal még nem gyűjthetnek se "Base Miles", se "Tier Miles" pontokat. A Mango járatokért történő fizetéskor, amely során "Tier Miles" pontokkal fizetnek, semmilyen más a törzsutasprogrammal járó kedvezmény nem vehető igénybe.

## Egyéb kapcsolódó szócikkek
- South African Airways, a Mango anyavállalata
- Kulula.com, egy másik diszkont légitársaság a Dél-afrikai Köztársaságban

## Fordítás
Ez a szócikk részben vagy egészben  a   Mango (airline) című angol Wikipédia-szócikk ezen változatának fordításán alapul.  Az eredeti cikk szerkesztőit annak laptörténete sorolja fel. Ez a jelzés csupán a megfogalmazás eredetét és a szerzői jogokat jelzi, nem szolgál a cikkben szereplő információk forrásmegjelöléseként.